# Гаплогруппа X2i (мтДНК)
Гаплогруппа X2i — гаплогруппа митохондриальной ДНК человека.

## Описание
Митогаплогруппа X2i появилась в Западной Азии в период раннего неолита, её носители отделились от гаплогруппы X2-a около 12 тысяч лет назад. В настоящее время эта гаплогруппа распространена в Европе ― Германия, Испания, Италия, Польша, а также на Ближнем Востоке и Средиземноморье ― Турция, Кавказ, Марокко.

### Субклады
- X2i
  - X2i2
  - X2i3
  -  X2i-a

## Палеогенетика

### Халколит
Древний Ближний Восток
- Арслантепе __ Батталгази, Малатья (ил), Турция.[1]
  - ART014 | S216 Cr2 __ 3492-3119 cal BCE (4573±27 BP, MAMS-33540) __ М __ G2a2b1 (M406/PF3285) # X2i+@225
  - ART024 | S216 Temp1 __ 3497-3352 cal BCE (4614±24 BP, MAMS-33548) __ М __ G2a2b1 (M406/PF3285) # X2i+@225

### Бронзовый век
Северокавказская культура
- KDC001.A0101 | BZNK-301/1 __ Kudachurt (kurgan 14, grave 218) __ Черекский район, Кабардино-Балкария, Россия __ 1950—1778 BCE (3548±23 BP, MAMS-110560 | 3554±23 BP, MAMS-110561) __ М __ J2b > J-L283 # X2i > X2i3.[2]

### Железный век
Кушанское царство
- L8002 __ Rabat (Чаганиан) __ Байсунский район, Сурхандарьинская область, Узбекистан __ 2150—1950 BP __ Ж __ X2i+@225.[3]

### Средние века
Восточная Римская империя
- I15555 __ Slog Necropolis (grave 108) __ Княжевац (община), Заечарский округ, Сербия __ 410—450 CE (1520±12 BP) __ М __ G2a2b2a1a1c2 (G-FGC12126) # X2i+@225.[4]

Аланы
- A-80307 __ Клин-Яр 3 (кат. 381) __ Кисловодск (городской округ), Ставропольский край, Россия __ V—VI вв. __ М __ G2a # X2i.[5]

## Известные носители
- Казанова Сати Сетгалиевна (1982) — российская певица и актриса, модель, телеведущая.[6]

## Публикации
2018
- Афанасьев Г. Е., Коробов Д. С. Северокавказские аланы по данным палеогенетики // Этногенез и этническая история народов Кавказа. — Грозный, 2018. — С. 180—191. — ISBN 978-5-4314-0346-0.

2019
- Wang CC; Reinhold S; Kalmykov A; et al. (February 2019). Ancient human genome-wide data from a 3000-year interval in the Caucasus corresponds with eco-geographic regions. Nature Communications. 10 (1). doi:10.1038/s41467-018-08220-8. PMC 6360191. PMID 30713341.

2020
- Skourtanioti E; Erdal YS; Frangipane M; et al. (May 2020). Genomic History of Neolithic to Bronze Age Anatolia, Northern Levant, and Southern Caucasus. Cell. 181 (5): 1158—1175.e28. doi:10.1016/j.cell.2020.04.044. PMID 32470401.

2021
- Kumar V; Bennett EA; Zhao D; et al. (November 2021). Genetic Continuity of Bronze Age Ancestry with Increased Steppe-Related Ancestry in Late Iron Age Uzbekistan. Molecular Biology and Evolution. 38 (11): 4908–4917. doi:10.1093/molbev/msab216. PMC 8557446. PMID 34320653.

2023
- Olalde I; Carrión P; Mikić I; et al. (December 2023). A genetic history of the Balkans from Roman frontier to Slavic migrations. Cell. 186 (25): 5472—5485.e9. doi:10.1016/j.cell.2023.10.018. PMID 38065079.